# Mario Monge
Mario Antonio Monge, né le 27 novembre 1938 à San Salvador au Salvador et mort le 31 mai 2009, est un joueur de football international salvadorien, qui évoluait au poste d'attaquant.

## Biographie

### Carrière en club
Au cours de sa carrière en club, il remporte trois titres de champion du Salvador : un avec le CD FAS, puis deux avec l'Alianza Fútbol Club.

### Carrière en sélection
Avec l'équipe du Salvador, il joue 28 matchs et inscrit 8 buts, et ceci jusqu'en 1970[réf. nécessaire]. 
Il figure dans le groupe des sélectionnés lors de la Coupe du monde de 1970. Lors du mondial organisé au Mexique, il joue deux matchs : contre le pays organisateur, puis contre l'Union soviétique.

## Palmarès
| Once Municipal - Championnat du Salvador : - Vice-champion : 1957-58. |  | FAS - Championnat du Salvador (1) : - Champion : 1962-63. - Vice-champion : 1961-62, 1968-69 et 1970. |

 Alianza
- Championnat du Salvador (2) :
  - Champion : 1965-66 et 1966-67.